# Lenguas omóticas
Las lenguas omóticas son un grupo de lenguas que constituyen una de las ramas de las lenguas afroasiáticas. La mayoría de hablantes de lenguas omóticas se encuentra en el suroeste de Etiopía. El término omótico alude al río Omo.
Las lenguas omóticas no deben ser confundidas con el idioma omotik, una lengua casi desaparecida de la familia nilótica de lenguas hablada en Tanzania.

## Clasificación
La subfamilia omótica se considera la rama más divergente de las lenguas afroasiáticas.
Greenberg (1963) las consideró inicialmente una rama occidental de las lenguas cushitas. Fleming (1969) argumentó que las notables diferencias justificaban que se clasificara como una rama independiente del afroasiático, una propuesta que Bender (1971) estableció rigurosamente y ganó aceptación general, aunque algunos pocos lingüistas siguen manteniendo la propuesta inicial de Greenberg. Incluso algunos otros autores han sugerido que las lenguas omóticas no deben considerarse parte de las lenguas afroasiáticas. Theil (2006) propone que el omótico sea considerado como una familia independiente. Sin embargo, la opinión mayoriatria basada primariamente en la evidencia morfológica, es que existen suficientes elemetnos para asegurar el carácter afroasiático de las lenguas omóticas.
Blench (2006) mostró que las lenguas omóticas comparte el vocabulario relacionado con la apicultura con el resto de lenguas afroasiáticas, pero no el vocabulario típico de la ganadería, por lo que interpreta que la separación entre la rama omótica y resto del afroasiático se dio ya antes del surgimiento del pastoreo.

### Lenguas de la familia
Las lenguas omóticas son en gran parte aglutinantes. Las lenguas omóticas que se escriben, lo hacen con el alfabeto etíope. Lionel Bender (2000) clasifica el grupo de la forma siguiente (sólo se mencionan las lenguas principales):
- Lenguas omóticas meridionales o aroides
  - Idioma hamar (Banna; unos 43.000 hablantes)
  - Idioma aari (unos 150.000 hablantes)
  - Idioma dimé (unos 6500 hablantes)
- Lenguas omóticas septentrionales (o no-aroides)
  - Lenguas mao
  - Lenguas dizoides
    - Idioma dizi
    - Idioma sheko
    - Idioma nayi

  - Lenguas gonga-gimojan
    - Lenguas gonga o kefoides
      - Idioma boro
      - Idioma anfillo
      - Idioma kefa-mocha (unos 500.000 hablantes)

  - Idioma yem o janjero
  - Idioma bench (Gimira en inglés; unos 174.000 hablantes)
  - Lenguas macro-ometo
    - Idioma chara
    - Idioma ometo (Ometo o Walamo)
    - Idioma welayta (unos 2 millones de hablantes)

Aparte de la terminología, esta clasificación se diferencia de las de Harold Fleming de 1976 por la inclusión de las lenguas mao, cuya afiliación había sido polémica al principio. También ha eliminado el grupo gimojan y hay diferencias en la subclasificación del ometo.
Las lenguas omóticas se clasificaban anteriormente como el subgrupo occidental de las lenguas cusitas. Según se fue obteniendo más y más información, Harold Fleming propuso la constitución de un grupo propio dentro de las lenguas afroasiáticas, punto de vista que se ha convertido en mayoritario. Existen puntos de vista minoritarios que no están de acuerdo en la división de las lenguas cusitas, otros en cambio, como el profesor Paul Newman, consideran que las lenguas omóticas son la rama más distante dentro de las lenguas afroasiáticas, si es que se pueden considerar como pertenecientes a esta macrofamilia.

## Descripción lingüística

### Fonología
El inventario fonológico reconstruido por L. Bender (1988) para el proto-omótico es el siguiente:
|           |           | Labial | Dento- Alveol. | Palato- Alveol. | Velar | Glotal |
| --------- | --------- | ------ | -------------- | --------------- | ----- | ------ |
| oclusiva  | eyectiva  | *pʼ    | *tʼ, ʦʼ        | *cʼ             | *kʼ   |        |
| oclusiva  | sorda     | *p     | *t, *ʦ?        | *c              | *k    | *ʔ     |
| oclusiva  | sonora    | *b     | *d             |                 | *g    |        |
| oclusiva  | implosiva | *ɓ     | *ɗ             |                 |       |        |
| fricativa | fricativa |        | *s, *z         | *š              |       | *h     |
| nasal     | nasal     | *m     | *n             |                 |       |        |
| sonorante | sonorante | *w     | *l, *r         | *y              |       |        |
En cuanto a las vocales se reconstruye un sistema pentavocálico /*i, *e, *a, *o, *u/.

### Comparación léxica
Los numerales reconstruidos para diferentes ramas omóticas son:
| GLOSA | Meridional    | Septentrional | Septentrional     | Septentrional | Septentrional  | Septentrional  | Septentrional | Septentrional             | PROTO- OMÓTICO  |
| GLOSA | PROTO- AROIDE | PROTO- MAO    | Janjero (Yemsa)   | Chara         | Gimira (Bench) | PROTO- DIZOIDE | PROTO- GONGA  | PROTO- OMETO              | PROTO- OMÓTICO  |
| ----- | ------------- | ------------- | ----------------- | ------------- | -------------- | -------------- | ------------- | ------------------------- | --------------- |
| 1     | *wo-kʼal      | *ʔiʃko        | ʔɪsːɔːn11/ ʔɪsa11 | ʔissa         | matʼ3          | *kʼòi          | *ikko         | *bitto / *ʔistta          | *istta / *isko- |
| 2     | *kʼastəm      | *dambu        | hɛpʰ1 / ʔɛpʰ1     | nanta         | nam4           | *tʼaːgn̩        |               | *lamʔo                    | *lam-           |
| 3     | *makəm        |               | kʰeːz2            | keːza         | kaz4           | *käːdu         | *keːʣo        | *haiʣo                    | *kaizo          |
| 4     | *ʔoidi        | *meʦʼi        | ʔa11ˈčeːč3        | obda          | od4            | *kubm          | *awddo        | *ʔoiddo                   | *ʔoiddo         |
| 5     | *donq         | *kwíʦʼi       | ʔʊːč3             | učča          | uč2            | *uču           | *uːččo        | *ʔičáča/ *dongo           | *utʦʼa          |
| 6     | *la̤xi         |               | ʔɪ1ˈsiːʊn1        | sapma         | sa2pm³         | *yaku          |               | *ʔusú-pun-                |                 |
| 7     | *tabza        | *5 + 2        | ˈnaː1fʊn1         | lapma         | na2pm³         | *tubsu         |               | *la-pun                   |                 |
| 8     |               | *5 + 3        | ˈnaŋ2riːn1        | nandirsa      | nʸar2tn3       | *zeːd          |               | *hos-pun-                 |                 |
| 9     |               | *5 + 4        | ˈʔɪz1ɡɪn1         | bíža          | irs2tn3        | *sagn̩          | *yiːdiyo      | *ʔudu-pun- (<* oído+pun-) |                 |
| 10    | *tʌmm-, *tʌɓ- | *kunsu        | ʔa1sɪr1           | tansá         | tam5           | *taɓi          |               | *taɓːo                    | *tam-           |
Las formas para '10' basadas en la raíz *taɓ- podría ser una influencia del cushítico oriental, que parece tener *tab-/*tam- (también en nilótico meridional se encuentran formas similares). Por otra parte las lenguas cushitas de los grupos dullay, konsoide y oromo tienen formas para '10' basadas en la raíz *kuɗan/*kunɗa que a su vez podría ser una influencia omótica. Además el numeral 6 *laxi del grupo aroide (podría ser un préstamo cushita oriental o nilótico meridional) y lo mismo respecto al numeral 7 *tabza, que en algunas ramas del cushita oriental aparece como *tabda y en nilótico meridional como *tisap.